# Mount Crillon
Mount Crillon ist ein 3879 m hoher Berg in der Fairweather Range in Alaska (USA). 

## Lage
Mount Crillon befindet sich in der Fairweather Range im Glacier-Bay-Nationalpark im Panhandle von Alaska. Seine Nordflanke wird vom North-Crillon-Gletscher, die Südflanke vom La-Pérouse-Gletscher zur Pazifikküste hin entwässert.

## Besteigungsgeschichte
Die Erstbesteigung gelang Bradford Washburn und Hubert Adams Carter am 19. Juli 1934.

## Namensgebung
Der Berg wurde 1786 von Jean-François de La Pérouse nach General Louis des Balbes de Berton (~1543–1615), Herzog von Crillon, benannt.